# The Judas Kiss
«The Judas Kiss» es la octava canción del noveno álbum de la banda de heavy metal estadounidense Metallica, Death Magnetic. Con su vigésimo quinto aniversario, la banda anunció que el álbum representaría un retorno a sus raíces del thrash y speed, desde casi un año antes de que saliera a la venta.
La canción presenta un ambiente parecido a las presentes en el renombrado tercer álbum Master of Puppets, el cual, además de ser considerado por muchos como la obra maestra de la banda, también es considerado como uno de los mayores exponentes y formadores del género del thrash. La trama y secuencia de la canción es similar a muchas otras como «No Remorse», de Kill 'Em All, «Creeping Death» de Ride the Lightning, «Leper Messiah» de Master of Puppets, «The Frayed Ends of Sanity» de ...And Justice for All o «Of Wolf and Man» de Metallica. Además, es la segunda más larga del álbum.

## Letra
La letra cuenta una historia que continúa con el sentimiento de culpa de la canción anterior «The Unforgiven III», en el que muestra a un ser acabado, lleno de culpa y con una resignación a morir y hallarla mediante el suicidio; sin embargo, una entidad dentro de él lo manipula para creer en que la culpa no es de él, sino de la gente que lo dejó ser así, es por ello que le sugiere vender su alma al Diablo. Dándole la opción de remediar sus actos a cambio de una eternidad en el abismo.

## Créditos
- James Hetfield: Voz y guitarra rítmica.
- Kirk Hammett: Guitarra líder.
- Robert Trujillo: Bajo eléctrico.
- Lars Ulrich: Batería y percusión.